# El Cuervo de Sevilla
El Cuervo de Sevilla er en by og kommune i det sydlige Spanien i provinsen Sevilla. Den har et indbyggertal på 8.716 (2024) indbyggere.